# Thomas Kiefer (Musiker)
Thomas Kiefer (* 1977) ist ein deutscher Kirchenmusiker und Hochschullehrer.
Kiefer studierte an der Hochschule für Musik Saarbrücken Kirchenmusik. Er absolvierte sein Examen im Fach Chorleitung mit Auszeichnung. Er ergänzte seine Ausbildung durch ein Studium an der Königlichen Musikhochschule Stockholm. 2004 gewann er den Internationalen Wettbewerb für junge Chordirigenten in Wien. 2005 erfolgte die Berufung zum Domkantor an den Trierer Dom. Seit 2013 ist Kiefer Nachfolger Stephan Rommelspachers als Domkapellmeister. 2016 wurde er zum Professor für Chorleitung an die Universität für Musik und darstellende Kunst Wien berufen.

## Tondokumente
- Gloria. Jugendkantorei des Trierer Doms